# Robert Strobel
Robert Strobel (* 1898 in Mährisch-Ostrau; † 17. November 1994 in Bonn) war ein deutscher Journalist und Rechtswissenschaftler. Er war der Gründungsvorsitzende des Deutschen Presseclubs.

## Leben
Nachdem er das Studium der Rechtswissenschaft mit der Promotion abgeschlossen hatte, arbeitete Strobel ab 1926 beim Tagesboten in Brünn, später bei Europa-press in Frankfurt und Interradio in Graz. Als „politisch unbelastet“ eingestufter Journalist konnte er schon bald nach dem Krieg als Korrespondent der Zeit, der Stuttgarter Nachrichten und weiterer Tageszeitungen arbeiten. Sein Hauptinteresse galt jedoch stets den inoffiziellen Gesprächsrunden, in denen es den so genannten Hauptstadtjournalisten ermöglicht wurde, an über die offiziellen Verlautbarungen der Bundespressekonferenz hinausgehende Informationen zu gelangen. Von ihm stammt auch der einzige vorhandene Bericht über das erste Teegespräch bei Adenauer, mit welchem der damalige Bundeskanzler eine mehrjährige Tradition einleitete, handverlesene Medienvertreter mit exklusiven Hintergrundinformationen zu versorgen. Um die Notwendigkeit für Hintergrundinformation zu verdeutlichen: der Inhalt dieser Teegespräche umfasste am Ende vier Bände.
Um den in der provisorischen Bundeshauptstadt Bonn akkreditierten politischen Journalisten einen eigenen Treffpunkt für Hintergrundgespräche zu schaffen, gründete er 1951 zusammen mit weiteren 22 Bonner Korrespondenten den Deutschen Presseclub, der ein Jahr später als Verein eingetragen wurde. Robert Strobel war auch dessen erster Vorsitzender bis zum Ende des Geschäftsjahres 1953, als er auf eigenen Wunsch von diesem Amt zurücktrat, weil ihn die gleichzeitige journalistische Arbeit für mehrere Tageszeitungen überforderte. In Alfred Rapp fand der Presseclub dann für die nächsten zwölf Jahre einen würdigen Nachfolger.
1968 erhielt er das Große Verdienstkreuz der Bundesrepublik Deutschland, 1988 aufgrund seiner Verdienste um das deutsche Pressewesen auf Empfehlung des damaligen Ministerpräsidenten von Nordrhein-Westfalen Johannes Rau das Große Verdienstkreuz mit Stern. Bis ins hohe Alter hielt er weiterhin ständigen Kontakt zum Deutschen Presseclub.